# Rodozměna

Schéma haplo-diplontní rodozměny rostlin s haploidním mnohobuněčným gametofytem a diploidním mnohobuněčným sporofytem

Rodozměna (metageneze, střídání generací) je v nejobecnějším smyslu označení pro životní cyklus různých eukaryotických organismů, v němž se střídají generace rozmnožující se nepohlavně s generacemi, které se rozmnožují pohlavně. V rámci zoologie se takto mohou označovat životní cykly živočichů, kteří kromě sexuality využívají i pravidelné klonální pomnožování partenogenezí (např. perloočky), pučením (např. mnozí žahavci, salpy) či jinými způsoby. Jak pohlavně, tak nepohlavně se množící jedinci jsou v takových případech diploidní (2n, se dvěma sadami chromozomů v jádrech).    
V rámci botaniky má pojem metageneze poněkud jiný, specifičtěji definovaný význam, neboť označuje takové životní cykly, kde nepohlavně se množící generace (sporofyt) je diploidní a meiózou produkuje spory, které jsou haploidní (n, s jedinou sadou chromozomů). Ze spor vyrůstá pohlavní generace (gametofyt) produkující mitózou gamety. Gamety pak splývají v diploidní zygotu, z níž roste nový sporofyt. Jde o tzv. haplo-diplontní (haplo-diploidní) cyklus, v rámci něhož nacházíme haploidní i diploidní mnohobuněčná stádia. To je principiální a biologicky relevantní rozdíl oproti živočichům, kde jediné haploidní buňky životního cyklu jsou zpravidla gamety (u některých skupin živočichů se vyskytují haploidní samci). Haplo-diplontní rodozměna je charakteristická pro všechny vyšší rostliny a mnohé řasy.      
Alternativně je haplo-diplontní rodozměna definována jako životní cyklus, kde jak v haploidním, tak v diploidním stádiu probíhají mitotická dělení. Tuto mírně rozšířenou definici lze vztáhnout i na jednobuněčná eukaryota (prvoky), mezi kterými lze také haplo-diploidní cykly nalézt, např. u dírkonošců. I u nich se pak hovoří o rodozměně. Stejným pojmem se ale někdy označují i cykly prvoků, kde se jak pohlavní, tak nepohlavní množení uskutečňuje na stejné ploidní úrovni – např. v rámci „rodozměny” výtrusovců se sice střídá nepohlavní množení s tvorbou gamet, ale oboje se odehrává během haploidní části cyklu. Některými autory je za pravou metagenezi považována pouze rodozměna doprovázející haplo-diplontní životní cyklus.
Zejména u řas se rozlišuje izomorfní rodozměna, kdy se gametofyt a sporofyt vzájemně podobají, a anizomorfní čili heteromorfní rodozměna, kdy se obě stádia zřetelně liší (to je i případ vyšších rostlin). 

## Rodozměna u rostlin

Schéma rodozměny mechů jako ukázka heteromorfní rodozměny vyšších rostlin. Štět s tobolkou (1) odpovídá diploidnímu sporofytu. Produkuje meiózou haploidní spóry (2), z nichž ve formě prvoklíčku (3) klíčí mladý gametofyt, který vyrůstá v mechovou rostlinku (dospělý gametofyt). Na haploidním gametofytu se formují pelatky (4) produkující mitózou samčí pohlavní buňky (spermatozoidy) nebo zárodečníky (5) chránící vaječnou buňku (samičí pohlavní buňka). Po splynutí gamet (6) vyrůstá další sporofyt, v případě mechů plně závislý na gametofytu.

### Vyšší rostliny
S klasickou metagenezí, kde se střídá haploidní a diploidní generace, tedy s tzv. haplo-diplontním cyklem, se setkáváme u vyšších rostlin a u mnoha skupin řas. V obecném případě vypadá metageneze rostlin následovně: mnohobuněčné diploidní stádium (sporofyt) ve výtrusnicích (sporangiích) různého charakteru pomocí meiózy produkuje haploidní jednobuněčné výtrusy (spory), které po úspěšném vyklíčení dále rostou a mitotickým dělením vytvářejí mnohobuněčné haploidní stádium (gametofyt). Gametofyt pak mitózou produkuje gamety v pohlavních orgánech (gametangiích), které lze rozlišit na samčí pelatky (anteridia) a samičí zárodečníky (archegonia). Gamety jsou podobně jako výtrusy jednobuněčné a haploidní, ale jejich rolí je splynutí, při němž vzniká diploidní zygota, ze které vyrůstá další sporofyt. Metageneze tohoto typu je dosti zřetelná u výtrusných suchozemských rostlin (mechorostů a kapraďorostů), u nichž bývá sporofyt i gametofyt makroskopický. U semenných rostlin je již metageneze zastřenější a komplikovanější. Gametofyty jsou zde jednak odděleného pohlaví, jednak jsou silně redukované co do počtu buněk i co do velikosti (jsou mikroskopické). Samičí gametofyt semenných rostlin (zárodečný vak) je navíc trvale obklopen pletivy mateřského sporofytu.
V rámci evoluce vyšších rostlin tak lze hovořit o redukci gametofytu a dominanci sporofytu: u mechorostů je gametofyt dominantním, samostatně žijícím fotosyntetickým stádiem, krátkověký sporofyt je na něm plně závislý. U výtrusných cévnatých rostlin (kapraďorostů) zůstává gametofyt samostatným organismem, ale je již výrazně drobnější než sporofyt, který přejímá roli dominantního stádia. Gametofyty semenných rostlin jsou již drasticky redukované, v případě krytosemenných až na pouhé 3 buňky (samčí gametofyt – klíčící pylové zrno) resp. na osmijaderný, sedmibuněčný útvar (samičí gametofyt – zárodečný vak). U řas, které jsou fylogeneticky blízké vyšším rostlinám, jako jsou parožnatky nebo spájivky, sporofyt chybí – diploidní fáze je u nich zastoupená pouze zygotou, jejíž první dělení je meiotické. Jsou tak ukázkou haplontního cyklu. Mnohobuněčný sporofyt – a zároveň „pravá“ metageneze se střídáním obou mnohobuněčných fází – je pak evoluční novinkou (synapomorfií) vyšších rostlin (k níž ovšem konvergentně dospěli i zástupci dalších skupin).

### Řasy
U řas se (už kvůli jejich různorodosti dané jejich polyfyletickým původem) vyskytují nejrůznější typy životních cyklů. Kromě výše zmíněných haplontních organismů mezi nimi najdeme i takové, kde je jediným mnohobuněčným stádiem sporofyt a haploidní stádia jsou zastoupena pouze gametami. Takové organismy jsou označovány jako diplontní. Příkladem mohou být některé chaluhy, např. chaluha bublinatá. Mnoho řas ale střídá gametofyt se sporofytem a jde tedy o haplo-diplonty. Podle některých definic je pouze v tomto případě možné mluvit o skutečném střídání generací. Pokud se gametofyt a sporofyt haplo-diplontních řas vzájemně podobají a je obtížné je morfologicky od sebe odlišit, hovoří se o izomorfní rodozměně. Příkladem jsou např. porost locikový nebo žabí vlas. Gametofyt a sporofyt se ale od sebe mohou výrazně lišit, pak jde o anizomorfní čili heteromorfní rodozměnu (např. chaluha čepelatka prstnatá). Heteromorfní rodozměna je typická i pro vyšší rostliny.
Rodozměna je typická i pro ruduchy tříd Bangiophyceae a Florideophyceae. Zatímco u bangiofyt se jedná o dvoufázovou heteromorfní rodozměnu, tedy střídání haploidní a diploidní generace s velmi rozdílnou morfologií, u florideofyt se vyvinula třífázová rodozměna, která nemá obdobu u jiných organismů. Vedle haploidního gametofytu prochází cyklus dvěma diploidními sporofytními fázemi (zvanými karposporofyt a tetrasporofyt). Tento cyklus je u některých skupin výrazně modifikován či druhotně opuštěn.

## Rodozměna u dalších eukaryot

### Houby
U dikaryotických hub (vřeckatých a stopkovýtrusných) lze podobně jako u rostlin nalézt mnohobuněčná haploidní stádia, a pak mnohobuněčná stádia, jejichž buňky obsahují dvě sady chromozomů. Rozdíl spočívá v tom, že tyto dvě sady zůstávají ve dvou nesplývajících haploidních jádrech, proto se hovoří o dikaryotických buňkách, nejde o typické diploidní buňky. U některých chytridiomycét (např. Allomyces) se skutečně střídá mnohobuněčné haploidní a diploidní stádium. Někdy se o nich hovoří jako o gametofytu a sporofytu, ale protože houby nejsou příbuzné rostlinám, vhodnější je nazývat je gametothallus a sporothallus.

### Prvoci
Termín „rodozměna“ je poněkud nekonzistentně používán u některých dalších skupin eukaryot. Někdy je užíván ve významu blízkém výše uvedeným variantám, označuje tedy situaci, kdy se rozmnožování odehrává jak na úrovni haploidní, tak i diploidní generace, které se v životním cyklu (více či méně pravidelně) střídají a často se od sebe i (více či méně nápadně) liší. Jde tedy o haplo-diplontní cykly definované v tomto případě tak, že jak v haploidní, tak v diploidní generaci probíhají mitotická dělení. Tohoto charakteru je např. rodozměna plazmodiálních hlenek nebo rodozměna dírkonošců. Jindy se pojmem rodozměna označuje případ, kdy se v životním cyklu sice střídá fáze pohlavního a nepohlavního množení, obě se ale odehrávají na stejné ploidní úrovni. Tak např. „rodozměna“ výtrusovců zahrnuje intenzivní nepohlavní množení (merogonii neboli schizogonii) i tvorbu gamet (gamogonii), oboje se ale odehrává v haploidní fázi životního cyklu. Jediným diploidním stádiem je zde zygota, která se dělí meioticky (během tzv. sporogonie). Jde tedy o haplontní cyklus odlišný od „typické“ haplo-diplontní rodozměny.

### Živočichové
Životní cykly živočichů jsou prakticky vždy diplontní, jedinými haploidními buňkami jejich cyklu jsou gamety. Jen výjimečně mohou u živočichů vznikat haploidní mnohobuněčná těla produkující gamety mitózou, a to haploidní samci u skupin s haplo-diploidním určením pohlaví (mnozí vířníci, blanokřídlí, aj.). Pojem „rodozměna“ se u živočichů používá tehdy (spíše však ve starší literatuře), pokud dochází během životního cyklu k výraznému střídání množení pohlavního a nepohlavního, ať už jde o partenogenezi (např. perloočky), pučení (např. koloniální pláštěnci) nebo jiné způsoby (strobilace medúz aj.). Jedinci „nepohlavní“ a „pohlavní“ generace se však v tomto případě od sebe geneticky neliší, což je významný rozdíl proti situaci u „pravé“ rodozměny u rostlin. Pro střídání partenogeneze se sexualitou se užívá pojem heterogonie.

Varianty rodozměny u eukaryot
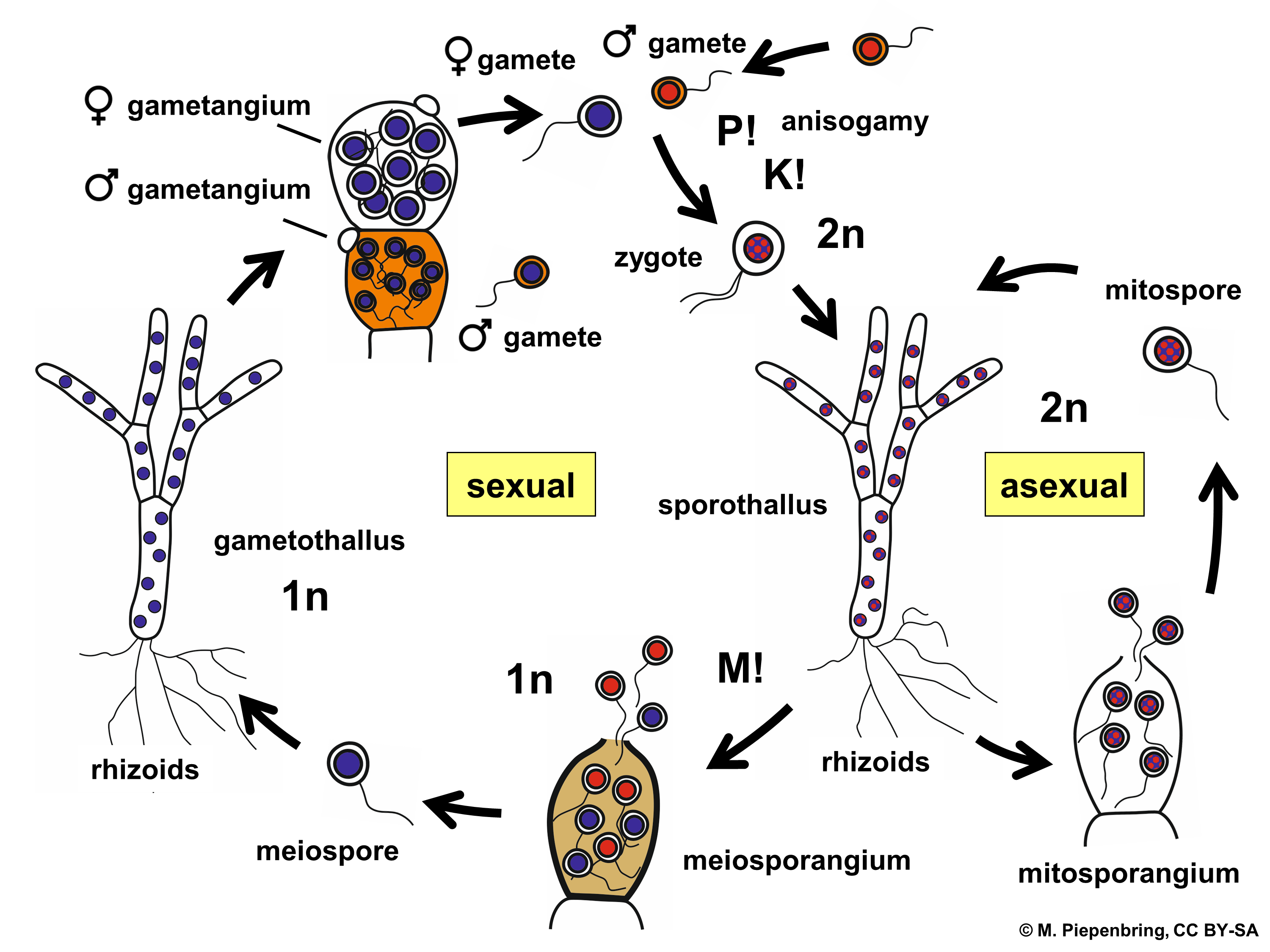
Schéma rodozměny chytridiomycéty rodu Allomyces, kde se střídá haploidní gametothallus a diploidní sporothallus; M! symbolizuje ve schématu meiózu, P! splývání gamet (plazmogamii) a K! splývání jejich jader (karyogamii)
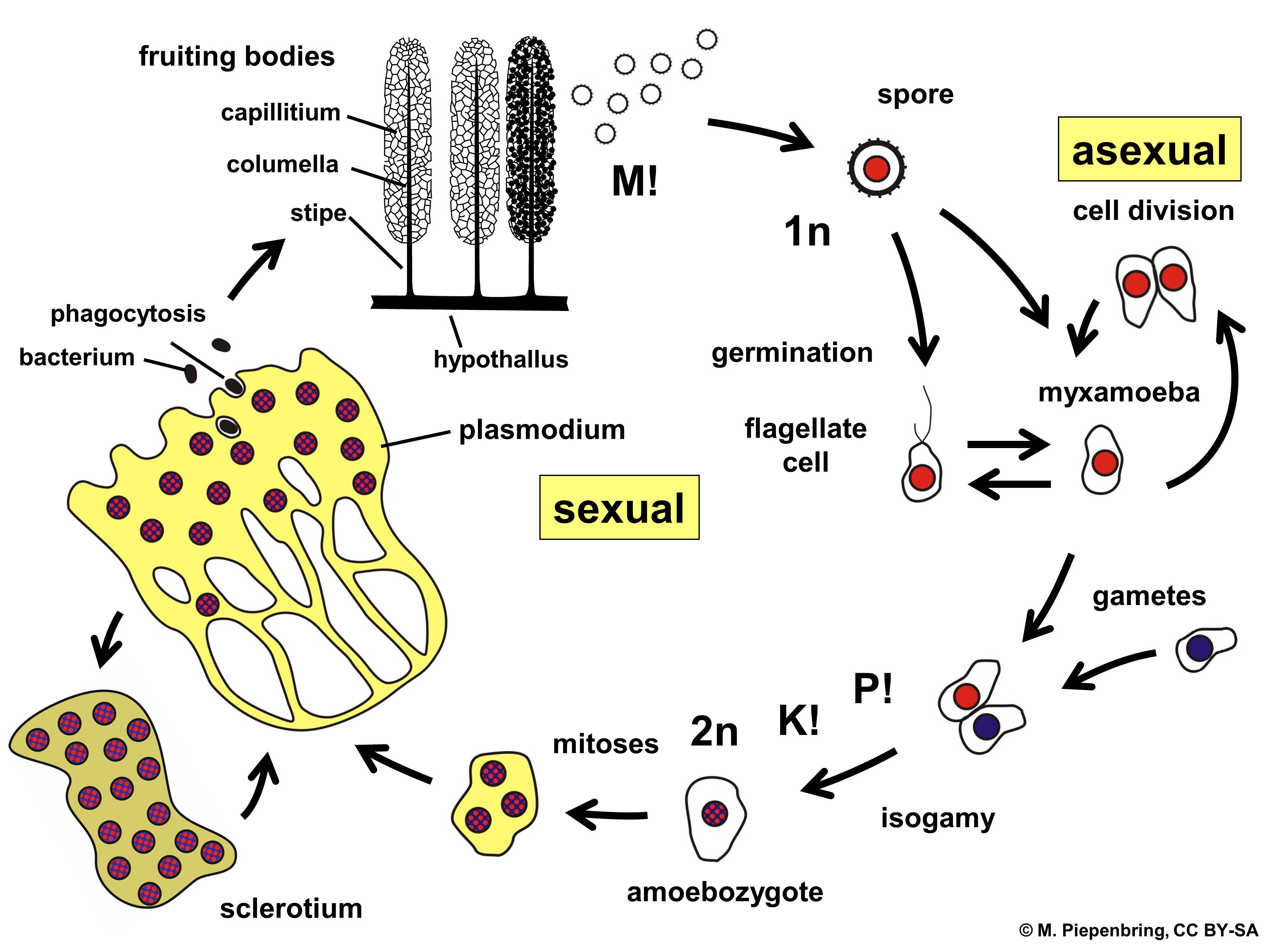
Schéma rodozměny plazmodiálních hlenek, kde se mitózou dělí jak haploidní jádra (během asexuální fáze), tak i diploidní jádra (během růstu mnohojaderného plazmodia); vysvětlivky viz předchozí schéma
Schéma životního cyklu medúzovců, kde se střídá nepohlavně se množící polyp s pohlavně se množící medúzou; obě stádia jsou ale diploidní, medúza je klonem polypa, z něhož vznikla